# Síbia dorsinegra
La síbia dorsinegra (Heterophasia melanoleuca) és un ocell de la família dels leiotríquids (Leiothrichidae).

## Hàbitat i distribució
Habita el bosc obert, roures i matolls a l'est, sud-est i sud de Myanmar, nord-oest de Laos i nord-oest i oest de Tailàndia.